# Robert Luśnia
Robert Jerzy Luśnia (ur. 9 lipca 1962 w Warszawie) – polski polityk, przedsiębiorca, poseł na Sejm IV kadencji.

## Życie prywatne
Ma wykształcenie średnie. W 1981 ukończył XIV Liceum im. Gottwalda w Warszawie. Prowadził firmę handlującą ziołami. W latach 80. należał do Ruchu Młodej Polski oraz Niezależnego Zrzeszenia Studentów. W 1982 został internowany za kolportaż nielegalnych pism. W 1985 został skazany za „znieważenie Sejmu PRL”. W 1989 współtworzył Zjednoczenie Chrześcijańsko-Narodowe, z którego wystąpił w 1992. W wyborach samorządowych w 1998 bezskutecznie kandydował do rady powiatu warszawskiego z listy Akcji Wyborczej Solidarność.
W wyborach parlamentarnych w 2001, startując z listy Ligi Polskich Rodzin w okręgu lubelskim, uzyskał 9206 głosów i został wybrany na posła IV kadencji. W trakcie kadencji przeszedł razem z Antonim Macierewiczem do koła Ruch Katolicko-Narodowy, później został posłem niezrzeszonym (pozostając jednak w partii RKN, w której władzach zasiadał do 2010) i w 2005 nie ubiegał się o reelekcję. W 2003 wykrył na sali sejmowej, że posłowie SLD Jan Chaładaj i Stanisław Jarmoliński oddali głosy za nieobecnych parlamentarzystów z ich klubu parlamentarnego.
Od 2006 do 2010 pełnił funkcję prezesa warszawskiego oddziału terenowego Polskiego Związku Krótkofalowców. Uczestnik wypraw radioamatorskich (m.in. wyprawy 3Y0X); posiada znak SP5XVY.
Według orzeczenia Sądu lustracyjnego Robert Luśnia był w latach 1983–1988 tajnym i świadomym współpracownikiem Służby Bezpieczeństwa. Nadano mu pseudonim „Nonparel”. Wydał SB konspiracyjny sprzęt poligraficzny. Przyjął za to ponad 21 tysięcy złotych. Donosił na działaczy Ruchu Młodej Polski i Niezależnego Zrzeszenia Studentów Politechniki Warszawskiej.